# Kiriłł Kotik
Kiriłł Andriejewicz Kotik (ros. Кирилл Андреевич Котик, ur. 2 listopada 1998 w Kirowie) – rosyjski skoczek narciarski. Srebrny medalista zimowego olimpijskiego festiwalu młodzieży Europy w konkursie drużyn mieszanych w 2015. Uczestnik mistrzostw świata juniorów (2016–2018). Medalista mistrzostw kraju.

## Przebieg kariery
Kotik w oficjalnych zawodach międzynarodowych rozgrywanych pod egidą FIS zadebiutował we wrześniu 2014 w Kanderstegu, zajmując w rozegranych wówczas konkursach FIS Cupu lokaty w piątej dziesiątce. W styczniu 2015 wystartował w Zimowym Olimpijskim Festiwalu Młodzieży Europy 2015 – w konkursie indywidualnym był 19., w zawodach drużynowych 7., a w rywalizacji drużyn mieszanych zdobył srebrny medal.
W latach 2016–2018 co roku startował w  mistrzostwach świata juniorów – w 2016 indywidualnie był 57., a drużynowo 11., rok później w konkursie indywidualnym zajął 42. lokatę, a w drużynowym 9., a w 2018 indywidualnie uplasował się 28. miejscu, w zawodach drużynowych był 8., a w zmaganiach zespołów mieszanych zajął 6. pozycję.
24 lutego 2018 w Villach zdobył pierwsze w karierze punkty FIS Cupu, plasując się na 24. pozycji. W marcu 2018 zadebiutował w Pucharze Kontynentalnym w Zakopanem, a tydzień później, 17 marca 2018, w Czajkowskim po raz pierwszy punktował w konkursie tej rangi, zajmując 30. miejsce.
W listopadzie 2018 został powołany do składu reprezentacji Rosji na zawody Pucharu Świata w Niżnym Tagile – wystąpił tylko w kwalifikacjach do pierwszego konkursu, zajmując w nich ostatnie, 62. miejsce i odpadając z dalszej rywalizacji. We wrześniu 2021 w Czajkowskim zadebiutował w Letnim Grand Prix, plasując się na 35. pozycji.
Kotik jest medalistą mistrzostw Rosji – triumfował w konkursach drużynowych latem 2017, zimą 2021 i latem 2021.

## Mistrzostwa świata juniorów

### Indywidualnie
| 2016 Râșnov     | – | 57. miejsce |
| 2017 Park City  | – | 42. miejsce |
| 2018 Kandersteg | – | 28. miejsce |

### Drużynowo
| 2016 Râșnov     | – | 11. miejsce                               |
| 2017 Park City  | – | 9. miejsce                                |
| 2018 Kandersteg | – | 8. miejsce, 6. miejsce (drużyna mieszana) |

### Starty K. Kotika na mistrzostwach świata juniorów – szczegółowo
| Miejsce | Dzień     | Rok  | Miejscowość | Skocznia                    | Punkt K | HS     | Konkurs      | Skok 1 | Skok 2 | Nota                  | Strata    | Zwycięzca      |
| ------- | --------- | ---- | ----------- | --------------------------- | ------- | ------ | ------------ | ------ | ------ | --------------------- | --------- | -------------- |
| 57.     | 23 lutego | 2016 | Râșnov      | Trambulina Valea Cărbunării | K-90    | HS-100 | indywid.     | 72,0 m | –      | 70,2 pkt              | 178,8 pkt | David Siegel   |
| 11.     | 24 lutego | 2016 | Râșnov      | Trambulina Valea Cărbunării | K-90    | HS-100 | druż.        | 76,0 m | –      | 312,0 pkt (66,8 pkt)  | 554,7 pkt | Niemcy         |
| 42.     | 1 lutego  | 2017 | Park City   | Utah Olympic Park           | K-90    | HS-100 | indywid.     | 81,0 m | –      | 101,4 pkt             | 161,8 pkt | Viktor Polášek |
| 9.      | 3 lutego  | 2017 | Park City   | Utah Olympic Park           | K-90    | HS-100 | druż.        | 81,5 m | –      | 375,5 pkt (89,6 pkt)  | 556,8 pkt | Słowenia       |
| 28.     | 1 lutego  | 2018 | Kandersteg  | Lötschberg-Schanze          | K-95    | HS-106 | indywid.     | 89,0 m | 89,5 m | 224,6 pkt             | 66,8 pkt  | Marius Lindvik |
| 8.      | 3 lutego  | 2018 | Kandersteg  | Lötschberg-Schanze          | K-95    | HS-106 | druż.        | 86,5 m | 87,0 m | 844,0 pkt (207,5 pkt) | 224,5 pkt | Niemcy         |
| 6.      | 4 lutego  | 2018 | Kandersteg  | Lötschberg-Schanze          | K-95    | HS-106 | druż. miesz. | 88,0 m | 85,0 m | 697,5 pkt (164,1 pkt) | 171,8 pkt | Norwegia       |

## Zimowy olimpijski festiwal młodzieży Europy

### Indywidualnie
| 2015 Tschagguns | – | 19. miejsce |

### Drużynowo
| 2015 Tschagguns | – | 7. miejsce, srebrny medal (drużyna mieszana) |

### Starty K. Kotika na zimowym olimpijskim festiwalu młodzieży Europy – szczegółowo
| Miejsce | Dzień       | Rok  | Miejscowość | Skocznia                   | Punkt K | HS     | Konkurs      | Skok 1 | Skok 2 | Nota                  | Strata    | Zwycięzca     |
| ------- | ----------- | ---- | ----------- | -------------------------- | ------- | ------ | ------------ | ------ | ------ | --------------------- | --------- | ------------- |
| 19.     | 27 stycznia | 2015 | Tschagguns  | Montafoner Schanzenzentrum | K-97    | HS-108 | indywid.     | 95,5 m | 91,0 m | 222,1 pkt             | 49,2 pkt  | Niko Kytösaho |
| 7.      | 28 stycznia | 2015 | Tschagguns  | Montafoner Schanzenzentrum | K-97    | HS-108 | druż.        | 96,5 m | 94,5 m | 855,4 pkt (232,4 pkt) | 175,0 pkt | Słowenia      |
| 2.      | 30 stycznia | 2015 | Tschagguns  | Montafoner Schanzenzentrum | K-60    | HS-66  | druż. miesz. | 60,5 m | 60,5 m | 870,6 pkt (222,9 pkt) | 10,0 pkt  | Niemcy        |

## Puchar Świata

### Miejsca w poszczególnych konkursach indywidualnychPucharu Świata
| Źródło | Źródło     | Źródło     | Źródło            | Źródło            | Źródło          | Źródło          | Źródło           | Źródło                       | Źródło          | Źródło              | Źródło         | Źródło         | Źródło         | Źródło        | Źródło        | Źródło           | Źródło           | Źródło           | Źródło      | Źródło          | Źródło          | Źródło     | Źródło            | Źródło          | Źródło          | Źródło        | Źródło        | Źródło | Źródło | Źródło | Źródło | Źródło | Źródło | Źródło | Źródło | Źródło | Źródło | Źródło | Źródło | Źródło | Źródło | Źródło | Źródło | Źródło | Źródło | Źródło | Źródło | Źródło | Źródło |
| --- | ---------- | ---------- | ----------------- | ----------------- | --------------- | --------------- | ---------------- | ---------------------------- | --------------- | ------------------- | -------------- | -------------- | -------------- | ------------- | ------------- | ---------------- | ---------------- | ---------------- | ----------- | --------------- | --------------- | ---------- | ----------------- | --------------- | --------------- | ------------- | ------------- | ------ | ------ | ------ | ------ | ------ | ------ | ------ | ------ | ------ | ------ | ------ | ------ | ------ | ------ | ------ | ------ | ------ | ------ | ------ | ------ | ------ | ------ |
| Sezon 2018/2019 |            |            |                   |                   |                 |                 |                  |                              |                 |                     |                |                |                |               |               |                  |                  |                  |             |                 |                 |            |                   |                 |                 |               |               |        |        |        |        |        |        |        |        |        |        |        |        |        |        |        |        |        |        |        |        |        |        |
| Wisła HS134 | Ruka HS142 | Ruka HS142 | Niżny Tagił HS134 | Niżny Tagił HS134 | Engelberg HS140 | Engelberg HS140 | Oberstdorf HS137 | Garmisch-Partenkirchen HS142 | Innsbruck HS130 | Bischofshofen HS142 | Predazzo HS135 | Predazzo HS135 | Zakopane HS140 | Sapporo HS137 | Sapporo HS137 | Oberstdorf HS235 | Oberstdorf HS235 | Oberstdorf HS235 | Lahti HS130 | Willingen HS145 | Willingen HS145 | Oslo HS134 | Lillehammer HS140 | Trondheim HS138 | Vikersund HS240 | Planica HS240 | Planica HS240 | punkty |        |        |        |        |        |        |        |        |        |        |        |        |        |        |        |        |        |        |        |        |        |
| - | -          | -          | q                 | -                 | -               | -               | -                | -                            | -               | -                   | -              | -              | -              | -             | -             | -                | -                | -                | -           | -               | -               | -          | -                 | -               | -               | -             | -             | 0      |        |        |        |        |        |        |        |        |        |        |        |        |        |        |        |        |        |        |        |        |        |
| Legenda |            |            |                   |                   |                 |                 |                  |                              |                 |                     |                |                |                |               |               |                  |                  |                  |             |                 |                 |            |                   |                 |                 |               |               |        |        |        |        |        |        |        |        |        |        |        |        |        |        |        |        |        |        |        |        |        |        |
| 1 2 3 4-10 11-30 poniżej 30 dq – dyskwalifikacja q – dyskwalifikacja w kwalifikacjach q – zawodnik nie zakwalifikował się - – zawodnik nie wystartował |            |            |                   |                   |                 |                 |                  |                              |                 |                     |                |                |                |               |               |                  |                  |                  |             |                 |                 |            |                   |                 |                 |               |               |        |        |        |        |        |        |        |        |        |        |        |        |        |        |        |        |        |        |        |        |        |        |

## Letnie Grand Prix

### Miejsca w poszczególnych konkursach indywidualnychLGP
| Źródło | Źródło      | Źródło           | Źródło           | Źródło           | Źródło            | Źródło          | Źródło            | Źródło | Źródło | Źródło | Źródło | Źródło | Źródło | Źródło | Źródło | Źródło | Źródło | Źródło | Źródło | Źródło | Źródło | Źródło | Źródło | Źródło | Źródło | Źródło |
| --- | ----------- | ---------------- | ---------------- | ---------------- | ----------------- | --------------- | ----------------- | ------ | ------ | ------ | ------ | ------ | ------ | ------ | ------ | ------ | ------ | ------ | ------ | ------ | ------ | ------ | ------ | ------ | ------ | ------ |
| 2021 |             |                  |                  |                  |                   |                 |                   |        |        |        |        |        |        |        |        |        |        |        |        |        |        |        |        |        |        |        |
| Wisła HS134 | Wisła HS134 | Courchevel HS135 | Szczuczyńsk HS99 | Szczuczyńsk HS99 | Czajkowskij HS140 | Hinzenbach HS90 | Klingenthal HS140 | punkty |        |        |        |        |        |        |        |        |        |        |        |        |        |        |        |        |        |        |
| - | -           | -                | -                | -                | 35                | -               | -                 | 0      |        |        |        |        |        |        |        |        |        |        |        |        |        |        |        |        |        |        |
| Legenda |             |                  |                  |                  |                   |                 |                   |        |        |        |        |        |        |        |        |        |        |        |        |        |        |        |        |        |        |        |
| 1 2 3 4-10 11-30 poniżej 30 dq – dyskwalifikacja q – dyskwalifikacja w kwalifikacjach q – zawodnik nie zakwalifikował się - – zawodnik nie wystartował |             |                  |                  |                  |                   |                 |                   |        |        |        |        |        |        |        |        |        |        |        |        |        |        |        |        |        |        |        |

## Puchar Kontynentalny

### Miejsca w klasyfikacji generalnej
| Sezon     | Miejsce |
| --------- | ------- |
| 2017/2018 | 130.    |
| 2020/2021 | 71.     |

### Miejsca w poszczególnych konkursachPucharu Kontynentalnego
| Źródło                                                                        | Źródło         | Źródło     | Źródło          | Źródło          | Źródło          | Źródło                 | Źródło                 | Źródło              | Źródło              | Źródło          | Źródło            | Źródło            | Źródło           | Źródło           | Źródło         | Źródło         | Źródło              | Źródło              | Źródło           | Źródło           | Źródło            | Źródło            | Źródło     | Źródło     | Źródło         | Źródło         | Źródło            | Źródło | Źródło | Źródło | Źródło | Źródło | Źródło | Źródło | Źródło | Źródło | Źródło | Źródło | Źródło | Źródło | Źródło | Źródło | Źródło | Źródło | Źródło | Źródło | Źródło | Źródło | Źródło | Źródło | Źródło | Źródło | Źródło | Źródło | Źródło | Źródło | Źródło | Źródło | Źródło |
| ----------------------------------------------------------------------------- | -------------- | ---------- | --------------- | --------------- | --------------- | ---------------------- | ---------------------- | ------------------- | ------------------- | --------------- | ----------------- | ----------------- | ---------------- | ---------------- | -------------- | -------------- | ------------------- | ------------------- | ---------------- | ---------------- | ----------------- | ----------------- | ---------- | ---------- | -------------- | -------------- | ----------------- | ------ | ------ | ------ | ------ | ------ | ------ | ------ | ------ | ------ | ------ | ------ | ------ | ------ | ------ | ------ | ------ | ------ | ------ | ------ | ------ | ------ | ------ | ------ | ------ | ------ | ------ | ------ | ------ | ------ | ------ | ------ | ------ |
| Sezon 2017/2018                                                               |                |            |                 |                 |                 |                        |                        |                     |                     |                 |                   |                   |                  |                  |                |                |                     |                     |                  |                  |                   |                   |            |            |                |                |                   |        |        |        |        |        |        |        |        |        |        |        |        |        |        |        |        |        |        |        |        |        |        |        |        |        |        |        |        |        |        |        |        |
| Whistler HS104                                                                | Whistler HS104 | Ruka HS142 | Ruka HS142      | Engelberg HS140 | Engelberg HS140 | Titisee-Neustadt HS142 | Titisee-Neustadt HS142 | Bischofshofen HS140 | Bischofshofen HS140 | Erzurum HS140   | Erzurum HS140     | Sapporo HS100     | Sapporo HS137    | Sapporo HS137    | Planica HS138  | Planica HS138  | Iron Mountain HS133 | Iron Mountain HS133 | Brotterode HS117 | Brotterode HS117 | Klingenthal HS140 | Klingenthal HS140 | Rena HS139 | Rena HS139 | Zakopane HS140 | Zakopane HS140 | Czajkowskij HS140 | punkty |        |        |        |        |        |        |        |        |        |        |        |        |        |        |        |        |        |        |        |        |        |        |        |        |        |        |        |        |        |        |        |
| -                                                                             | -              | -          | -               | -               | -               | -                      | -                      | -                   | -                   | -               | -                 | -                 | -                | -                | -              | -              | -                   | -                   | -                | -                | -                 | -                 | -          | -          | dq             | 58             | 30                | 1      |        |        |        |        |        |        |        |        |        |        |        |        |        |        |        |        |        |        |        |        |        |        |        |        |        |        |        |        |        |        |        |
| Sezon 2020/2021                                                               |                |            |                 |                 |                 |                        |                        |                     |                     |                 |                   |                   |                  |                  |                |                |                     |                     |                  |                  |                   |                   |            |            |                |                |                   |        |        |        |        |        |        |        |        |        |        |        |        |        |        |        |        |        |        |        |        |        |        |        |        |        |        |        |        |        |        |        |        |
| Ruka HS142                                                                    | Ruka HS142     | Ruka HS142 | Engelberg HS140 | Engelberg HS140 | Innsbruck HS128 | Innsbruck HS128        | Willingen HS147        | Willingen HS147     | Willingen HS147     | Willingen HS147 | Klingenthal HS140 | Klingenthal HS140 | Brotterode HS117 | Brotterode HS117 | Zakopane HS140 | Zakopane HS140 | Czajkowskij HS140   | Czajkowskij HS140   | punkty           | punkty           | punkty            | punkty            | punkty     | punkty     | punkty         | punkty         | punkty            | punkty | punkty | punkty | punkty | punkty | punkty | punkty | punkty | punkty | punkty | punkty | punkty | punkty | punkty | punkty | punkty | punkty | punkty | punkty | punkty | punkty | punkty | punkty | punkty | punkty | punkty | punkty | punkty | punkty | punkty | punkty |        |
| -                                                                             | -              | -          | -               | -               | -               | -                      | -                      | -                   | -                   | -               | -                 | -                 | -                | -                | -              | -              | 22                  | 20                  | 20               | 20               | 20                | 20                | 20         | 20         | 20             | 20             | 20                | 20     | 20     | 20     | 20     | 20     | 20     | 20     | 20     | 20     | 20     | 20     | 20     | 20     | 20     | 20     | 20     | 20     | 20     | 20     | 20     | 20     | 20     | 20     | 20     | 20     | 20     | 20     | 20     | 20     | 20     | 20     |        |
| Legenda                                                                       |                |            |                 |                 |                 |                        |                        |                     |                     |                 |                   |                   |                  |                  |                |                |                     |                     |                  |                  |                   |                   |            |            |                |                |                   |        |        |        |        |        |        |        |        |        |        |        |        |        |        |        |        |        |        |        |        |        |        |        |        |        |        |        |        |        |        |        |        |
| 1 2 3 4-10 11-30 poniżej 30 dq – dyskwalifikacja - – zawodnik nie wystartował |                |            |                 |                 |                 |                        |                        |                     |                     |                 |                   |                   |                  |                  |                |                |                     |                     |                  |                  |                   |                   |            |            |                |                |                   |        |        |        |        |        |        |        |        |        |        |        |        |        |        |        |        |        |        |        |        |        |        |        |        |        |        |        |        |        |        |        |        |

## FIS Cup

### Miejsca w klasyfikacji generalnej
| Sezon     | Miejsce |
| --------- | ------- |
| 2017/2018 | 161.    |
| 2018/2019 | 129.    |
| 2019/2020 | 155.    |

### Miejsca w poszczególnych konkursachFIS Cupu
| Sezon 2014/2015                                                               |               |                    |                    |                  |                  |                  |                  |                    |                    |                |                |                |                |                      |                      |                           |                 |                 |                 |               |                  |                  |                   |                    |                    |        |        |        |        |        |        |        |        |        |        |        |        |        |        |        |        |        |
| Villach HS98                                                                  | Villach HS98  | Hinterzarten HS108 | Hinterzarten HS108 | Kuopio HS127     | Kuopio HS127     | Einsiedeln HS117 | Einsiedeln HS117 | Planica HS104      | Planica HS104      | Szczyrk HS106  | Szczyrk HS106  | Râșnov HS100   | Râșnov HS100   | Notodden HS98        | Notodden HS98        | Szczyrbskie Jezioro HS100 | Zakopane HS134  | Zakopane HS134  | Kranj HS109     | Kranj HS109   | Brattleboro HS98 | Brattleboro HS98 | Lake Placid HS100 | Hinterzarten HS108 | Hinterzarten HS108 | punkty |        |        |        |        |        |        |        |        |        |        |        |        |        |        |        |        |
| -                                                                             | -             | -                  | -                  | -                | -                | 48               | 50               | 55                 | 54                 | -              | -              | -              | -              | -                    | -                    | -                         | -               | -               | -               | -             | -                | -                | -                 | -                  | -                  | 0      |        |        |        |        |        |        |        |        |        |        |        |        |        |        |        |        |
| Sezon 2015/2016                                                               |               |                    |                    |                  |                  |                  |                  |                    |                    |                |                |                |                |                      |                      |                           |                 |                 |                 |               |                  |                  |                   |                    |                    |        |        |        |        |        |        |        |        |        |        |        |        |        |        |        |        |        |
| Villach HS98                                                                  | Villach HS98  | Kuopio HS127       | Kuopio HS127       | Szczyrk HS106    | Szczyrk HS106    | Einsiedeln HS117 | Einsiedeln HS117 | Râșnov HS100       | Râșnov HS100       | Notodden HS98  | Notodden HS98  | Zakopane HS134 | Zakopane HS134 | Pjongczang HS109     | Pjongczang HS109     | Whistler HS106            | Whistler HS106  | Eau Claire HS95 | Eau Claire HS95 | Planica HS104 | Planica HS104    | Harrachov HS100  | Harrachov HS100   | punkty             | punkty             | punkty | punkty | punkty | punkty | punkty | punkty | punkty | punkty | punkty | punkty | punkty | punkty | punkty | punkty | punkty | punkty | punkty |
| -                                                                             | -             | -                  | -                  | 36               | dq               | -                | -                | 42                 | dq                 | 44             | 47             | -              | -              | -                    | -                    | -                         | -               | -               | -               | -             | -                | -                | -                 | 0                  | 0                  | 0      | 0      | 0      | 0      | 0      | 0      | 0      | 0      | 0      | 0      | 0      | 0      | 0      | 0      | 0      | 0      | 0      |
| Sezon 2016/2017                                                               |               |                    |                    |                  |                  |                  |                  |                    |                    |                |                |                |                |                      |                      |                           |                 |                 |                 |               |                  |                  |                   |                    |                    |        |        |        |        |        |        |        |        |        |        |        |        |        |        |        |        |        |
| Villach HS98                                                                  | Villach HS98  | Szczyrk HS106      | Szczyrk HS106      | Kuopio HS127     | Kuopio HS127     | Einsiedeln HS117 | Einsiedeln HS117 | Hinterzarten HS108 | Hinterzarten HS108 | Râșnov HS100   | Râșnov HS100   | Notodden HS98  | Notodden HS98  | Zakopane HS134       | Zakopane HS134       | Eau Claire HS95           | Eau Claire HS95 | Sapporo HS100   | Sapporo HS134   | punkty        | punkty           | punkty           | punkty            | punkty             | punkty             | punkty | punkty | punkty | punkty | punkty | punkty | punkty | punkty | punkty | punkty | punkty | punkty | punkty |        |        |        |        |
| -                                                                             | -             | -                  | -                  | dq               | 69               | -                | -                | -                  | -                  | -              | -              | 53             | 61             | 74                   | 75                   | -                         | -               | -               | -               | 0             | 0                | 0                | 0                 | 0                  | 0                  | 0      | 0      | 0      | 0      | 0      | 0      | 0      | 0      | 0      | 0      | 0      | 0      | 0      |        |        |        |        |
| Sezon 2017/2018                                                               |               |                    |                    |                  |                  |                  |                  |                    |                    |                |                |                |                |                      |                      |                           |                 |                 |                 |               |                  |                  |                   |                    |                    |        |        |        |        |        |        |        |        |        |        |        |        |        |        |        |        |        |
| Villach HS98                                                                  | Villach HS98  | Kuopio HS127       | Kuopio HS127       | Kandersteg HS106 | Kandersteg HS106 | Râșnov HS100     | Râșnov HS100     | Whistler HS104     | Whistler HS104     | Notodden HS100 | Notodden HS100 | Zakopane HS140 | Zakopane HS140 | Planica HS102        | Planica HS102        | Rastbüchl HS78            | Rastbüchl HS78  | Villach HS98    | Villach HS98    | Falun HS100   | punkty           | punkty           | punkty            | punkty             | punkty             | punkty | punkty | punkty | punkty | punkty | punkty | punkty | punkty | punkty | punkty | punkty | punkty | punkty | punkty |        |        |        |
| -                                                                             | -             | -                  | -                  | -                | -                | -                | -                | -                  | -                  | -              | -              | -              | -              | -                    | -                    | -                         | -               | 24              | 39              | -             | 7                | 7                | 7                 | 7                  | 7                  | 7      | 7      | 7      | 7      | 7      | 7      | 7      | 7      | 7      | 7      | 7      | 7      | 7      | 7      |        |        |        |
| Sezon 2018/2019                                                               |               |                    |                    |                  |                  |                  |                  |                    |                    |                |                |                |                |                      |                      |                           |                 |                 |                 |               |                  |                  |                   |                    |                    |        |        |        |        |        |        |        |        |        |        |        |        |        |        |        |        |        |
| Villach HS98                                                                  | Villach HS98  | Szczyrk HS106      | Szczyrk HS106      | Râșnov HS97      | Râșnov HS97      | Notodden HS100   | Notodden HS100   | Park City HS100    | Park City HS100    | Zakopane HS140 | Zakopane HS140 | Planica HS102  | Planica HS102  | Rastbüchl HS78       | Rastbüchl HS78       | Villach HS98              | Villach HS98    | punkty          | punkty          | punkty        | punkty           | punkty           | punkty            | punkty             | punkty             | punkty | punkty | punkty | punkty | punkty | punkty | punkty | punkty | punkty | punkty | punkty |        |        |        |        |        |        |
| -                                                                             | -             | -                  | -                  | 19               | 34               | -                | -                | -                  | -                  | -              | -              | -              | -              | -                    | -                    | -                         | -               | 12              | 12              | 12            | 12               | 12               | 12                | 12                 | 12                 | 12     | 12     | 12     | 12     | 12     | 12     | 12     | 12     | 12     | 12     | 12     |        |        |        |        |        |        |
| Sezon 2019/2020                                                               |               |                    |                    |                  |                  |                  |                  |                    |                    |                |                |                |                |                      |                      |                           |                 |                 |                 |               |                  |                  |                   |                    |                    |        |        |        |        |        |        |        |        |        |        |        |        |        |        |        |        |        |
| Szczyrk HS104                                                                 | Szczyrk HS104 | Szczuczyńsk HS99   | Szczuczyńsk HS99   | Ljubno HS94      | Ljubno HS94      | Pjongczang HS109 | Pjongczang HS109 | Râșnov HS97        | Râșnov HS97        | Villach HS98   | Villach HS98   | Notodden HS98  | Notodden HS98  | Oberwiesenthal HS105 | Oberwiesenthal HS105 | Zakopane HS140            | Zakopane HS140  | Rastbüchl HS78  | Rastbüchl HS78  | Villach HS98  | Villach HS98     | punkty           | punkty            | punkty             | punkty             | punkty | punkty | punkty | punkty | punkty | punkty | punkty | punkty | punkty | punkty | punkty | punkty | punkty | punkty | punkty |        |        |
| -                                                                             | -             | 24                 | 35                 | -                | -                | -                | -                | -                  | -                  | -              | -              | -              | -              | -                    | -                    | -                         | -               | -               | -               | -             | -                | 7                | 7                 | 7                  | 7                  | 7      | 7      | 7      | 7      | 7      | 7      | 7      | 7      | 7      | 7      | 7      | 7      | 7      | 7      | 7      |        |        |
| Legenda                                                                       |               |                    |                    |                  |                  |                  |                  |                    |                    |                |                |                |                |                      |                      |                           |                 |                 |                 |               |                  |                  |                   |                    |                    |        |        |        |        |        |        |        |        |        |        |        |        |        |        |        |        |        |
| 1 2 3 4-10 11-30 poniżej 30 dq – dyskwalifikacja - − zawodnik nie wystartował |               |                    |                    |                  |                  |                  |                  |                    |                    |                |                |                |                |                      |                      |                           |                 |                 |                 |               |                  |                  |                   |                    |                    |        |        |        |        |        |        |        |        |        |        |        |        |        |        |        |        |        |